# (1318) Nerina
(1318) Nerina – planetoida z pasa głównego asteroid okrążająca Słońce w ciągu 3 lat i 186 dni w średniej odległości 2,31 au. Została odkryta 24 marca 1934 roku w Union Observatory w Johannesburgu przez Cyrila Jacksona. Nazwa planetoidy pochodzi od neriny, rośliny z rodziny amarylkowatych. Przed nadaniem nazwy planetoida nosiła oznaczenie tymczasowe (1318) 1934 FG.